# Autograph ABP
Pour les articles homonymes, voir ABP.
Autograph ABP, autrefois connue sous le nom de Association of Black Photographers, est une association internationale artistique de photographes noirs, basée à Londres.

## Histoire
Fondée à Londres en 1988 en pleine ère Thatcher, l'Association of Black Photographers regroupe parmi ses premiers membres des photographes comme Monika Baker, Rotimi Fani-Kayode, Armet Francis (en), Sunil Gupta, Roshini Kempadoo (en), Pratibha Parmar, Ingrid Pollard, et Merle Van den Bosch. Les buts initiaux de cette entité étaient de conseiller et promouvoir, à travers des expositions et des publications, des photographes issus de la diversité culturelle — et pas uniquement rattachés à la diaspora des afro-descendants —, tels que Faisal Abdu'Allah, Gayle Chong Kwan, Kempadoo et Yinka Shonibare,.
Depuis 1991, Mark Sealy (en) en est le directeur. En 2002, le nom de l'association change et devient « Autograph ABP ». Le sociologue Stuart Hall entre au conseil d'administration, qui comprend également David Lammy, Catherine Hall, Lola Young et Henry Louis Gates.
En 2008, Autograph ABP bénéficie d'une donation de 650 500 livres sterling du National Lottery Heritage Fund, et ce, « afin de préserver l'histoire de la diversité culturelle britannique à travers la photographie ».
Depuis lors, Autograph ABP continue de développer, d'exposer et de publier le travail de photographes et d'artistes issus de cultures diverses, et de défendre leur inclusion dans les principaux domaines de l'exposition, de l'édition, de la formation, de l'éducation et du commerce. Autograph ABP produit son propre programme d'activités et collabore avec d'autres organisations artistiques nationales et internationales, comme la Biennale de Liverpool. L'association se veut également un acteur de la défense des droits de l'homme dans le monde, en organisant des expositions sur les Roms en Europe, ainsi que sur l'héritage testimonial photographique du lynchage aux États-Unis.
L'association bénéficie d'un financement annuel de la part du Arts Council England.